# Bauhiniasläktet
Bauhiniasläktet (Bauhinia) är ett växtsläkte i familjen ärtväxter med cirka 570 arter som förekommer naturligt i varmtempererade och tropiska områden på båda halvkloten. Flera arter odlas som trädgårdsväxter och parkträd i varma länder. Släktet har fått sitt namn efter bröderna Gaspard och Jean Bauhin.